# 圣马科-拉卡托拉
圣马科-拉卡托拉（義大利語：San Marco la Catola），是意大利福贾省的一个市镇。总面积28.41平方公里，人口1122人，人口密度39.5人/平方公里（2009年）。ISTAT代码为071048。